# 县委书记
县委书记是中国共产党、越南共产党的党内职务，实为县级行政区的“一把手”，权力较大，在社会实际生活中高于县长。
在中国，根据《中国共产党章程》规定，县委书记是中国共产党的县级地方组织（委员会）负责人，任期为五年。县委书记的职责是：坚持党的基本路线，贯彻执行党的方针、政策；把握好正确的政治方向；善于团结好委员会中一班人；抓好党风建设，督促、检查党的各项工作等。县委书记同时还是党的县级委员会委员和常委。各级党组织的书记和委员之间是平等的同志关系，重大问题由委员会通过表决决定。此外，工作成绩突出的县委书记，由省委提名，中共中央组织部可以授予其“全国优秀县委书记”荣誉称号。